# Vedetta (avviso)
Il Vedetta è stato un avviso ad elica della Regia Marina.

## Storia
Prima nave da guerra con scafo in ferro ad essere costruita in cantieri italiani, l'unità, impostata nel 1862, venne varata nel 1866 ed entrò in servizio tre anni più tardi. Il costo complessivo fu di 670.000 lire. Unità con prua dritta, castello di prua e cassero di poppa di ridotte dimensioni, il Vedetta aveva, oltre alla macchina a vapore, armamento velico a brigantino a palo, che permetteva però una velocità alquanto scarsa. Oltre a questo, un rilevante problema era costituito dall'autonomia, non superiore a 1000 miglia. L'armamento, inizialmente composto da un solo cannone BR a retrocarica da 75 mm, venne successivamente portato a 4 pezzi ARC da 120 mm a retrocarica, cui furono aggiunti in seguito anche 2 cannoncini da 37 mm e quattro pezzi dello stesso calibro a revolver.
Nel 1869, appena entrato in servizio, il Vedetta, al comando del tenente di vascello Raffaele Corsi, assunse funzioni di nave ammiraglia della Squadra Permanente, imbarcandone il comandante in capo, il Duca d'Aosta. In quello stesso anno l'avviso effettuò, con altre navi, una crociera per scopi diplomatici sui litorali siriani, egiziani e greci, facendo ritorno a Genova il 19 dicembre 1869.
Sottoposta ad alcuni lavori di revisione, nel febbraio 1870 la nave salpò alla volta del Mar Rosso agli ordini del capitano di fregata Francesco Ruggiero, con il compito di effettuare rilevazioni ed osservazioni geografiche, politiche e militari nella baia di Assab, di cui l'Italia pensava di appropriarsi copertamente mediante l'acquisto da parte della società Rubattino. Il 9 marzo 1870, nelle acque antistanti Shab Marass (non lontano da Suez), il Vedetta si arenò su un banco di sabbia e vi rimase incagliato con la sola poppa libera: dopo numerosi tentativo infruttuosi di disincagliare la nave si sviluppò una burrasca, ed il comandante Ruggiero decise di far abbandonare la nave ai suoi uomini mediante le scialuppe ed una zattera: le onde ed i banchi di sabbia impedirono però alle imbarcazioni di raggiungere la riva, e, mentre tornavano alla nave, una delle scialuppe si capovolse, provocando l'annegamento di sette uomini. Era stato proprio il mare, frattanto, a liberare il Vedetta dalla sabbia, permettendo all'avviso di proseguire e completare la missione. Dopo aver effettuato rilevazioni idrografiche ed essersi rifornito di 200 tonnellate di carbone portate ad Assab dal piroscafo Affrica della società Rubattino, l'avviso ripartì per l'Italia il 25 aprile 1870, con a bordo il professor Giuseppe Sapeto, tra i responsabili dell'operazione di occupazione di Assab.
Lasciato il Mar Rosso e tornato in Italia, il Vedetta venne assegnato, al settembre 1870, alla Squadra Corazzata (di cui facevano parte anche le pirofregate corazzate Principe di Carignano, Roma e Messina), con la quale prese parte alle operazioni navali collegate all'occupazione dello Stato della Chiesa (ovvero del Lazio): il 17 settembre 1870 l'avviso, unitamente alla pirocorvetta corazzata Terribile, fu la prima nave italiana a fare il suo ingresso nel porto di Civitavecchia.
Nel 1871-1872 il Vedetta operò intensamente nel Tirreno e nel bacino occidentale del Mediterraneo, partecipando anche, in qualità di scorta d'onore, al viaggio della squadra spagnola che trasportò a Cartagena Amedeo di Savoia, divenuto re di Spagna. Operò ancora insieme alla squadra corazzata, comprensiva delle pirofregate corazzate Roma, Castelfidardo e San Martino. Nell'ottobre 1872 il Vedetta partecipò, insieme alle altre unità del I Gruppo (pirofregata corazzata Roma, pirofregate Italia e Principe Umberto), ad esercitazioni nelle acque di Messina, alla presenza del re Vittorio Emanuele II.
Il 12 dicembre 1872 l'avviso lasciò La Spezia agli ordini del capitano di fregata Fortunato Cassone, per una missione a carattere politico in Estremo Oriente. A Porto Said la nave sostò sino all'arrivo della vecchia pirocorvetta a ruote Governolo, che avrebbe dovuto accompagnarla, e nel tratto successivo si misero in evidenza i problemi d'autonomia del Vedetta: per circa 1500 miglia in Mar Rosso e lungo le coste dell'Arabia, infatti, l'avviso dovette procedere trainato dalla Governolo. Il 24 febbraio 1873 le due unità raggiunsero Penang, in Malaysia: nei mesi seguenti il Vedetta fece tappa in vari porti dell'Estremo Oriente, ed al largo della Cina superò indenne, nonostante la scarsa stabilità, un violentissimo tifone. La maggior parte della navigazione di ritorno avvenne a vela ed il Vedetta, dopo aver toccato Suez il 14 febbraio, si ormeggiò infine a La Spezia il 5 aprile 1874.
Nel 1874 e nel 1875 l'avviso rimase in disponibilità venendo anche riarmato per lassi di tempo piuttosto brevi, mentre dal 1º giugno 1876 fu aggregato alla Squadra Permanente, che era a Smirne. Causa le pessime condizioni delle caldaie, tuttavia, la nave venne inviata a Costantinopoli, dove stazionò dal 31 agosto 1876 al 2 giugno 1877. Il 1º luglio 1877 venne riclassificata nave da guerra di III classe.
Rientrato in Italia il 29 giugno 1877, il Vedetta fu sottoposto a lavori nell'Arsenale di La Spezia, terminati i quali, il 15 aprile 1878, venne assegnato alla II Divisione della Squadra Navale Permanente con il capitano di fregata Cesare Romano quale comandante. Dal 1878 al 1881 l'avviso svolse diverse crociere nelle acque del Mediterraneo (nel febbraio 1879 fu stazionario a La Goletta), prima di essere disarmata a Napoli nel 1881.
Un mese dopo il disarmo (nel luglio del 1881), tuttavia, a causa di una rivolta araba anti-francese scoppiata nella reggenza di Tunisi, il Vedetta fu rimesso in condizioni di operatività e, al comando del capitano di fregata Gustavo Colonna, fu inviato in Tunisia, per difendere le locali comunità italiane. Era a Sfax quando questa venne occupata dalle truppe francesi, quindi fu stazionario a Susa ed alla Goletta, facendo ritorno a Napoli il 31 dicembre 1881.

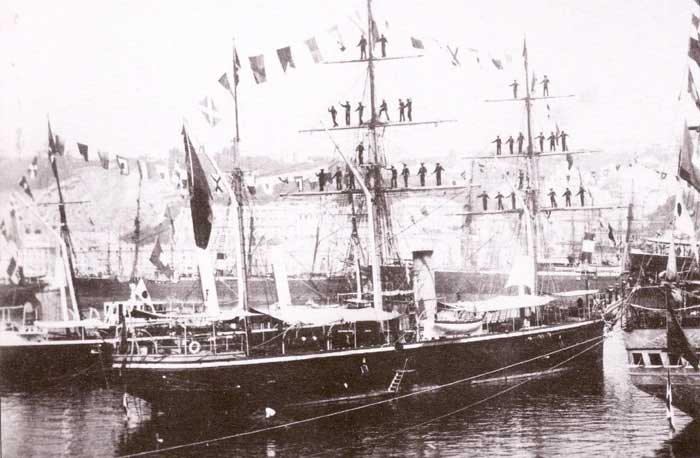
Il Vedetta pavesato a festa nel 1886, ormeggiato tra l’avviso Marcantonio Colonna (sulla sinistra) ed il trasporto Conte di Cavour (a destra).

Nel 1882 e nel 1883 l'avviso svolse servizi locali nel Tirreno meridionale e fu poi posto in disponibilità, divenendo nave ammiraglia del II Dipartimento. Dopo aver eseguito numerose missioni di vigilanza ed assistenza alla pesca delle spugne e del corallo nelle acque della Sicilia, il Vedetta venne posto in disarmo il 16 ottobre 1883.
Riarmato il 10 marzo 1884, tre giorni più tardi l'avviso salpò da Napoli al comando del capitano di fregata Riccardo Rosasco (poi sostituito dal parigrado Salvatore Bonocore) e venne inviato ad Assab in qualità di stazionario, trattenendosi in Dancalia sino al marzo 1885, compiendo parecchie rilevazioni idrografiche ed iniziando trattative con i capi indigeni per l'occupazione italiana di Beilul. Durante questo periodo il Vedetta, rientrato temporaneamente in Italia, ripartì da Napoli il 19 gennaio 1885 insieme alle pirofregate corazzate Castelfidardo e Principe Amedeo (nave ammiraglia), all'incrociatore Amerigo Vespucci, alla pirofregata Garibaldi ed all'avviso Messaggiere, per trasportare e sbarcare a Massaua un reparto di 800 uomini (quattro compagnie di bersaglieri ed una di artiglieria, oltre a reparti del Genio zappatori e della sussistenza) al comando del colonnello Tancredi di Saletta: dopo un viaggio travagliato (durante il quale la Principe Amedeo s'incagliò al largo di Porto Said), le navi giunsero nel porto eritreo il 4 febbraio 1885 e lo occuparono immediatamente, senza incontrare resistenza da parte dei 400 militari egiziani del presidio.
Tornato in Italia nel marzo 1885, l'avviso prese parte ad esercitazioni insieme alla Squadra di Manovra (nell'ottobre 1885 prese parte ad una battaglia simulata nelle acque della Sardegna, nella quale andò virtualmente “distrutto”, cui seguì altra analoga operazione, sempre in Mar Tirreno, in dicembre), cui era stato assegnato, poi, negli ultimi mesi dello stesso anno, venne nuovamente destinato alla Squadra Permanente, insieme alla quale, nel marzo 1886, fu inviato a Suda dove, con altre navi italiane (pirofregate corazzate Principe Amedeo, Castelfidardo ed Ancona, avviso Rapido, cannoniera Veniero, trasporto Polcevera) e ed europee (tre corazzate, un incrociatore, quattro corvette, due avvisi ed un trasporto britannici, una pirofregata, una pirofregata corazzata ed un avviso austroungarici, una corazzata russa ed una tedesca, oltre a due incrociatori, due corvette ed un avviso turchi), costituì una forza di dissuasione che scoraggiò la Grecia dall'attaccare la Turchia. Nel secondo semestre del 1886 il Vedetta effettuò attività di squadra (agli ordini del comandante Grenot ed inquadrato con le pirofregate corazzate Principe Amedeo, Regina Maria Pia ed Ancona nella II Divisione della Squadra permanente) ed il 16 dicembre 1886 venne messo in disponibilità a Napoli per dei lavori: in tale data ebbe fine in sostanza il suo periodo operativo.
Divenuta nave ammiraglia dipartimentale, l'unità permase a Napoli sino al novembre 1890, poi venne trasferita a Taranto, con analogo ruolo. Disarmato il 1º settembre 1894, il Vedetta stazionò inutilizzato a Taranto per tre anni, poi venne riarmato un'ultima volta dal 16 maggio al 15 giugno 1897, venendo impiegato nelle acque della Sicilia. Nuovamente trasferito a Venezia, l'avviso venne ancora una volta designato nave ammiraglia dipartimentale sino al 10 settembre 1897, quando fu posto in disponibilità: posto definitivamente in disarmo il 16 settembre 1897, il Vedetta fu radiato il 30 agosto 1903.
Sin da prima della radiazione, dal 10 novembre 1901, la vetusta unità era stata trasformata in nave caserma del distaccamento CREMM dell'Arsenale di Venezia, ruolo che mantenne ancora per parecchi anni dopo la radiazione. Successivamente la vecchia nave venne venduta all'Istituto di Redenzione Garaventa di Genova.